# Ermita del Bon Succés
L'ermita del Bon Succés, situada en el carrer Les Roques, de Almenara, Plana Baixa, és un temple catòlic catalogat com Bé de rellevància local, segons la disposició addicional cinquena de la Llei 5/2007, de 9 de febrer, de la Generalitat, de modificació de la Llei 4/1998, d'11 de juny, del Patrimoni Cultural Valencià (DOCV Núm. 5.449 / 13/02/2007), amb codi: 12.06.011 -001.
L'alliberament d'Almenara del domini musulmà fou obra de Rodrigo Díaz de Vivar, El Cid Campeador. Això va marcar als habitants de la vila, malgrat tornar a ser envaïts pels musulmans i no recuperar el seu estat de zona cristiana fins a la conquesta definitiva d'aquestes terres per part de Jaume I el Conqueridor.
El Cid al conquerir Almenara va dedicar una ermita i un altar a la Verge, de qui era un gran devot. Aquest fet queda reflectit en l'himne a la Verge del Bon Succés, amb lletra de Mossèn Dionís Nostrot i música de Margarín Llopis, organista d'Almenara.
En tornar a caure en mans musulmanes la població d'Almenara, algun veí va decidir guardar la imatge de la Verge, per protegir-la dels no creients. Passats els anys, ja reconquerida la zona per Jaume I, uns veïns del carrer Les Roques, en fer obra a casa, que havia estat molt deteriorada per fortes pluges, van trobar entre les velles parets una tinaja que contenia la imatge de la Mare de Déu. Aquesta troballa va fer que molta gent anés a la casa per contemplar la imatge recuperada, la qual cosa va fer que sorgís el desig d'erigir una ermita per a aquesta. Un veí del mateix carrer Les Roques va donar sa casa per construir-hi l'ermita. El nom de l'advocació té una llegenda. Com la Verge trobada no tenia nom es va decidir que per votació popular es decidís aquest. Es va constituir una junta per a l'elecció del nom, van haver de posar-se els diferents noms en una bossa per treure un de forma aleatòria, en fer-ho la primera vegada, el paper posava: Mare de Déu del Bon Succés; nom que no havia estat posat per cap membre de la junta. Es va procedir a una segona elecció pel mateix procediment i va tornar a passar el mateix, la qual cosa va portar a una tercera vegada. Com que el tercer resultat fou el mateix, es va arribar a la conclusió que es tractava d'una elecció miraculosa i van posar per nom Verge del Bon Succés.
Durant la  guerra del 36 l'ermita, la imatge de la Verge i l'aixovar van ser destruïts. En acabar la guerra, es va reconstruir l' església parroquial dels Sants Joans, que també havia estat afectada en la contesa, la qual cosa va fer que no hi hagués recursos per erigir una nova ermita. Es va demanar ajuda a la Congregació de Germanes del Sagrat Cor de Jesús i dels Sants Àngels (Angèliques), ja que la seva fundadora Genoveva Torres Morales, havia nascut a Almenara. La Congregació va passar a així a ser la sufragadora de les despeses de la nova ermita que es va inaugurar el 17 d'octubre de 1948, assistint a la mateixa Genoveva Torres.
En el seu interior es conserven uns goigs a la verge datats de 1896.